# Bãi Vọng Nguyệt
Bãi Vọng Nguyệt là một bãi biển tại Vũng Tàu. Bãi biển nằm dưới chân Núi Nhỏ, có thể nhìn thấy toàn cảnh từ vị trí của Tượng Đức Chúa giang tay trên đỉnh Núi Nhỏ. Đây là bãi biển hoang sơ, cát trắng, nước trong xanh có cảnh mũi đá Nghinh Phong nhô ra biển ngoạn mục. Bãi biển này nằm cô lập về đường bộ, chỉ dành cho những người thích khám phá, không phải bãi tắm phổ biến do hạn chế con đường đi vào bãi phải qua dốc núi. Đây là nơi lý tưởng để ngắm trăng nên có tên gọi là Vọng Nguyệt (ngắm trăng).